# Тауризано
Тауризано (італ. Taurisano, сиц. Taurisanu) — муніципалітет в Італії, у регіоні Апулія, провінція Лечче.
Тауризано розташоване на відстані близько 530 км на південний схід від Рима, 175 км на південний схід від Барі, 45 км на південь від Лечче.
Населення — 11 992 особи (2014).
Щорічний фестиваль відбувається 3 серпня. Покровитель — святий Степан.

## Демографія
Населення за роками:

Станом на 1 січня 2023 року в муніципалітеті офіційно проживали 124 іноземці з 30 країн, серед них 57 громадян країн Євросоюзу.

## Сусідні муніципалітети
- Аккуарика-дель-Капо
- Казарано
- Руффано
- Удженто

## Відомі уродженці
- Джуліо Чезаре Ваніні (1585–1619) — італійський філософ

## Виноски
1. ↑  Фізичні відстані та напрямки розраховані за координатами муніципалітетів
2. ↑  Демографічний баланс 2014 року та населення на 31 грудня. ISTAT. Архів оригіналу за 26 червня 2015. Процитовано 25 грудня 2014.(італ.)
3. ↑  Наведено за італійською вікіпедією (30.05.2024).
4. ↑  Resident population by sex, municipality and citizenship [Постійне населення за статтю, муніципалітетом і громадянством] (англ.) . ISTAT. Процитовано 12 червня 2024.